# Ted King (acteur)
Theodore William 'Ted' King (Hollywood, 1 oktober 1965) is een Amerikaans acteur.
King is het meest bekend van zijn rol als Tomas Delgado in de televisieserie One Life to Live waar hij in 133 afleveringen speelde (2011-2012) en als Lorenzo Alcazar in de televisieserie General Hospital waar hij in 501 afleveringen speelde (2002-2007).

## Biografie
King werd geboren in Hollywood maar groeide op in Maryland, Californië en New York. Hij heeft gestudeerd aan de New York-universiteit waar hij zijn diploma haalde in filmregie. Naast het acteren is hij ook een medeoprichter van een theaterbedrijf in New York waar hij ook talloze keren heeft opgetreden.
King is in 2008 getrouwd en heeft hieruit een kind.

## Filmografie

### Films
Uitgezonderd korte films.
- 2023 Oppenheimer - als senator Bartlett
- 2018 My Dinner with Hervé - als directeur Fantasy Island
- 2017 Love at First Glance - als Jack Kramer
- 2016 Unwanted Guest - als mr. Roberts
- 2016 The Good Neighbor - als vader van Sean
- 2016 Swipe - als professor Murphy
- 2011 Shouting Secrets – als dr. James Matthews
- 2003 Hoodlum & Son – als Charlie Ellroy
- 2001 Impostor – als RMR-bediende
- 1998 Blade – als vampier op rave
- 1998 The X-Files – als FBI-agent op dak

### Televisieseries
Uitgezonderd eenmalige gastrollen.
- 2021 - 2024 The Bold and the Beautiful - als Jack Finnegan - 39 afl.
- 2013 - 2014 Alpha House - als Al Hickok - 3 afl.
- 2011 – 2012 One Life to Live – als Tomas Delgado – 133 afl.
- 2008 – 2009 Prison Break – als Downey – 7 afl.
- 2002 – 2007 General Hospital – als Lorenzo Alcazar – 501 afl.
- 1998 – 1999 Charmed – als inspecteur Andy Trudeau – 22 afl.
- 1997 – 1998 Timecop – als Jack Logan – 9 afl.
- 1995 - 1997 The City – als Danny Roberts – 93 afl.
- 1995 Loving – als Danny Roberts - 65 afl.
- 1993 Another World – als Ron Nettles - ? afl.

- Biblioteca Nacional de España: XX5205306
- International Standard Name Identifier: 0000 0003 9843 3543
- Library of Congress Control Number: no2005097050
- SNAC: w6x95fb2
- Virtual International Authority File: 268414087
- WorldCat: E39PBJt3XFM3chJbfMMxryDrMP